# HMS Warspite (S103)
O HMS Warspite foi o terceiro submarino nuclear da Marinha Real Britânica e o segundo da classe Valiant. Ele foi aposentado em 1991 e posto na reserva.